# Agrotis agenjoi
Agrotis agenjoi är en fjärilsart som beskrevs av Emilio Berio 1936. Agrotis agenjoi ingår i släktet Agrotis och familjen nattflyn. Inga underarter finns listade i Catalogue of Life.